# 巴伊夫
巴伊夫（法語：Baillif，法語發音：[bajif]）是法国海外省瓜德罗普的一个市镇，属于巴斯特尔区。

## 地理
巴伊夫（16°1'16"N, 61°44'48"W）面积24.3 平方千米，位于法国海外省瓜德罗普。
与巴伊夫接壤的市镇（或旧市镇、城区）包括：维约萨比唐、巴斯特尔、卡佩斯泰尔贝洛、圣克洛德。
巴伊夫的时区为UTC−04:00（大西洋时区）。

## 行政
巴伊夫的邮政编码为97123，INSEE市镇编码为97104。

## 政治
巴伊夫所属的省级选区为维约萨比唐县。

## 人口

1962-2008年间巴伊夫人口变化图示

巴伊夫于2022年1月1日时的人口数量为4949人。